# 김유리 (모델)
김유리(1989년 8월 29일 ~ 2011년 4월 18일)은 대한민국의 모델이다. 고등학교 3학년인 2007년 슈퍼모델로 데뷔했다. 2011년 4월 19일 자택에서 사망한 채로 발견되었으며, 음독자살이라는 추측도 있었지만 원인을 밝혀내지 못한 채 사인불명으로 내사가 종결되었다.

## 학력
- 군포정보산업고등학교
- 서울 한신대학교 영어영문학과 자퇴[4]

## 같이 보기
- 대한민국의 자살